# District de Moto-Azabu

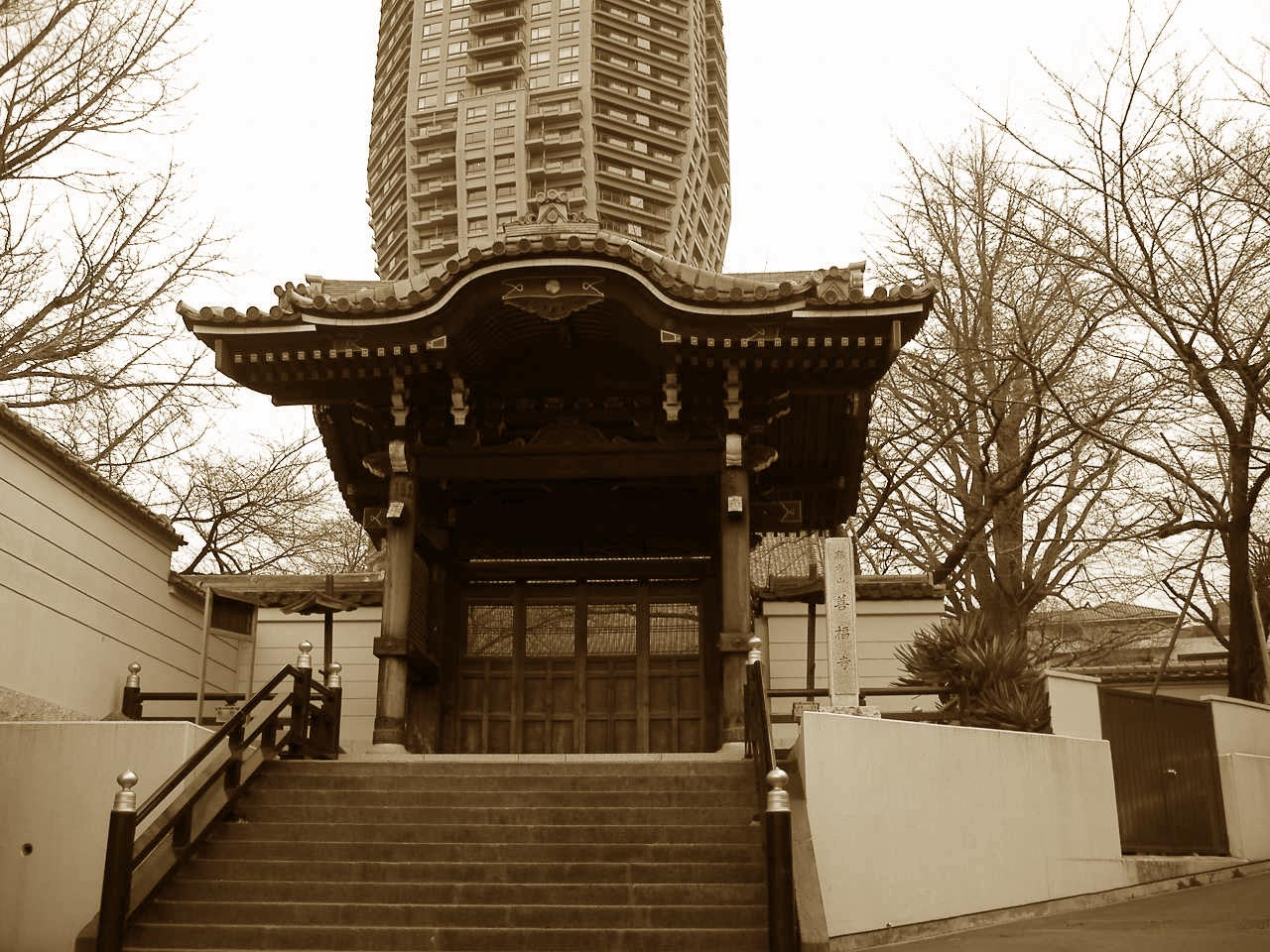
Zenpuku-ji.

Le district de Moto-Azabu (元麻布) est un district de l'arrondissement de Minato à Tokyo au Japon. 
Le district abrite le Zenpuku-ji, temple Jōdo Shinshū aussi connu sous le nom d'Azabu-san (麻布山). L'ambassade de Chine, dans l'ancien temps, qui était l'ambassade de Mandchoukouo et le lycée privée Azabu (en), prestigieuse école dont de nombreux diplômés intègrent l'Université de Tokyo, se trouve également dans ce district.
Motoazabu est contigu aux districts de Nishi-Azabu à l'ouest, Minami-Azabu au sud, Azabu-Jūban à l'est et Roppongi au nord.